# Fear Inoculum
Fear Inoculum ([fɪə ɪˈnɒkjʊləm], укр. інокулянт страху) — п'ятий студійний альбом американського рок-гурту Tool, що вийшов 2019 року.
Перший студійний альбом Tool за 13 років, Fear Inoculum став одним з найочікуваніших релізів року, оточеним великою кількістю чуток, міфів і жартів. Починаючи з середини 2010-х барабанщик Денні Кері, гітарист Адам Джонс та бас-гітарист Джастін Ченселлор писали нову музику під час джем-сесій, після чого співак Мейнард Кінен самостійно працював над текстами та вокальними партіями. Запис платівки відбувся 2018 року під керівництвом звукоінженера Джо Баррезі, який працював над попереднім альбомом Tool 10,000 Days.
Альбом вийшов в серпні 2019 року обмеженим накладом і мав великий попит. В перший тиждень продали 248 тис. примірників, що стало найкращим результатом для рок-альбомів за понад рік. Fear Inoculum одразу очолив хіт-парад Billboard 200, а однойменний сингл встановив рекорд як найдовша композиція, що потрапила до чарту Billboard Hot 100. Преміальне видання на компакт-дисках містило яскраві ілюстрації, чотиридюймовий екран та колонки для відтворення супровідного відеоряду. Наприкінці року також вийшло бюджетне видання, а 2022 року альбом перевидали на вінілових платівках.
До складу Fear Inoculum увійшло десять композицій: шість наддовгих пісень, кожна з яких тривала понад десять хвилин, та чотири короткі інструментальні інтерлюдії. Концепція альбому була пов'язана із числом «сім», а графічне оформлення натхнене психоделічними картинами Алекса Грея. Оглядачі відносили Fear Inoculum до альтернативного та прогресивного металу з елементами музики Близького Сходу. Більшість пісень були далекими від традиційних радіохітів, мали складну структуру та були насичені віртуозними інструментальними партіями та складними поліритмами. Тексти були присвячені темам старіння, смертності, плину часу, майбутнього людства, а головною темою стало «щеплення від страху» — заклик не боятися складнощів сучасного світу.
Fear Inoculum став найпродаванішим рок-альбомом року, а також восьмим найпродаванішим альбом року серед виконавців всіх жанрів, невдовзі після виходу ставши «золотим». Він приніс Tool дві номінації на «Греммі», де гурт переміг у категорії «Найкраще метал-виконання» з піснею «7empest». Деякі музичні критики визнали Fear Inoculum одним із найкращих альбомів десятиліття.

## Історія створення

### Передумови

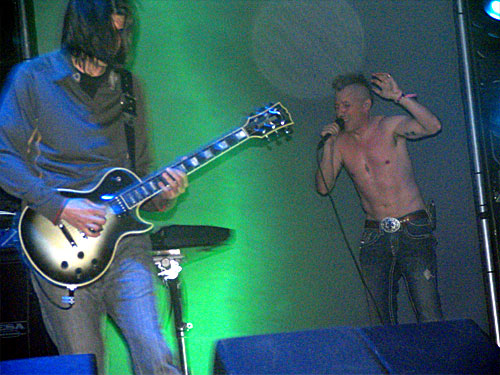
Адам Джонс та Мейнард Кінен з Tool. 2006 рік

Рок-гурт Tool було засновано на початку 1990-х років у Лос-Анджелесі. До його складу увійшли Денні Кері (барабани), Адам Джонс (гітара), Мейнард Кінен (спів) та Пол Д'Амур (бас-гітара). В період, коли на музичній сцені панували альтернативний рок і грандж, колектив став популярним, граючи важку та агресивну суміш панк-року, грайндкору, дез-металу і треш-металу. Перший мініальбом Opiate, що вийшов 1992 року, залишився майже непоміченим, але участь в фестивалі Lollapalooza принесла гуртові шанувальників, і їхній дебютний студійний альбом Undertow (1993) невдовзі став «платиновим». Статус провідного американського рок-колективу закріпила за Tool друга платівка Ænima, що вийшла 1996 року; на той час новим бас-гітаристом гурту став Джастін Ченселлор. Альбом потрапив на друге місце в чарті Billboard, ставши мультиплатиновим, а його сингли «Ænema», «Forty Six & 2» та «Stinkfist» потрапили до десятки рок-хітів США. Окрім віртуозного виконання, фанатів гурту приваблювали незвичне почуття гумору музикантів, загадкові образи та анімаційні відеокліпи, які знімав Адам Джонс.
Наприкінці 1990-х почали з'являтися чутки щодо розпаду гурту, особливо коли Мейнард Кінен зосередився на сторонньому проєкті A Perfect Circle. Попри це, 2001 року Tool повернулися із синглом «Schism», який не тільки приніс колективові черговий «Греммі», але й презентував його новий музичний стиль: довгі пісні зі складними тактовими розмірами, характерні для артроку та прогресивного року. Третій альбом гурту Lateralus вийшов в середині 2001 року, супроводжуючись синглами «Parabola» та «Lateralus»; платівка очолила американський хіт-парад Billboard 200 та стала мультиплатиновою. 2006 року, після чергової перерви, під час якої Кінен повернувся до A Perfect Circle, Tool видали четвертий студійний альбом 10,000 Days — більш «езотеричний» запис, що не став комерційно успішним, попри хітові сингли «Vicarious», «Jambi» та «The Pot». Після концертного турне гурт зник з поля зору і його доля залишалася невизначеною.

### Очікування виходу платівки

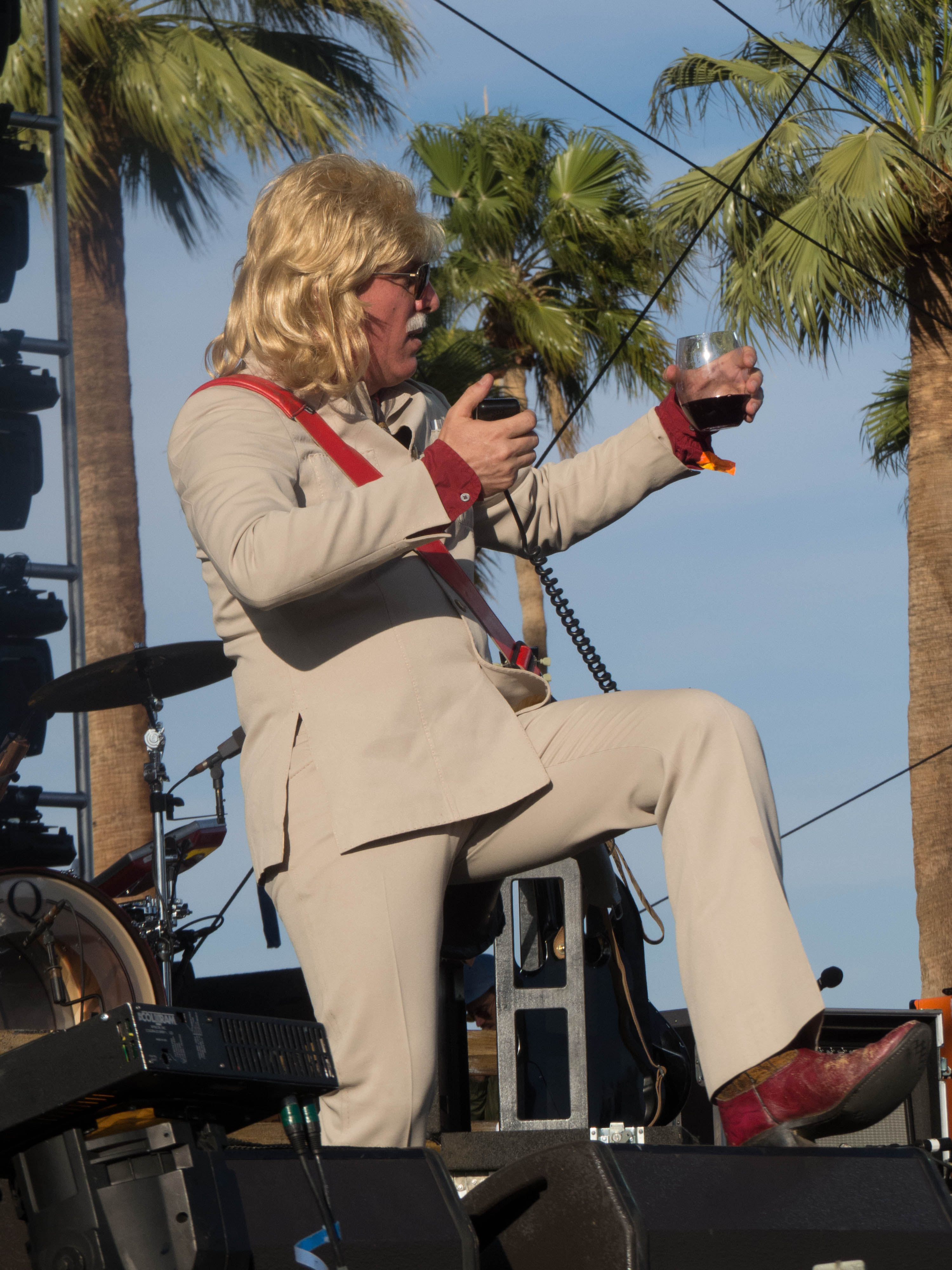
Мейнард Кінен в проєкті Puscifer. Фестиваль Coachella. 2013 рік

Розмови щодо створення п'ятого альбому Tool розпочалися в лютому 2008 року, коли Мейнард Кінен в інтерв'ю MTV зауважив, що гурт «збирається почати писати новий альбом негайно», але утримався від конкретних дат релізу. 2010 року в інформаційній розсилці колектив повідомив, що Кінен завершує роботу над проєктом Puscifer, а решта музикантів уже починає працювати над інструментальними партіями. Протягом першої половини 2010-х років з'являлися повідомлення про те, що нова платівка більш ніж наполовину готова або що Мейнард Кінен працює над новим матеріалом, зокрема й для Tool. Ішов час, новий альбом так і не з'являвся, а новини про нього почали перетворюватися на мем, над яким глузували як шанувальники гурту, так і самі музиканти.
В середині 2010-х років з'явились чутки про те, що гурт нарешті почав записувати новий альбом. Так, у лютому 2015 барабанщик Motörhead Мікі Ді опублікував відео з Адамом Джонсом, зауваживши, що Tool працюють в сусідній студії звукозапису; у відповідь Мейнард Кінен назвав колегу «легковірним». В червні 2016 року Базз Осборн із Melvins розказав, що Tool навіть не почали запис, але вже мають багато довгих пісень, найкоротша з яких 12 хвилин завдовжки. Влітку 2016 року з'явилася інформація, нібито альбом буде подвійним, отримає назву Decem та вийде восени, але Кінен охрестив це «дурнею».
Кінець невизначеності поклав Денні Кері, який у грудні 2017 року підтвердив, що «якщо все піде по плану, ми випустимо альбом в першій половині [наступного року]». Провідні музичні видання Billboard і Rolling Stone додали п'ятий альбом Tool до списку найочікуваніших релізів 2018 року. У лютому 2018 року режисер Домінік Гейлстоун повідомив, що працює над відеокліпом для Tool, який має вийти протягом року, але цього так і не сталося. У січні 2019 року Денні Кері вчергове підтвердив, що вихід альбому заплановано на квітень, проте Кінен знову спростував цю заяву. Врешті-решт, на початку травня Tool офіційно повідомили про вихід нового альбому і назвали конкретну дату релізу — 30 серпня 2019 року.  

### Створення пісень

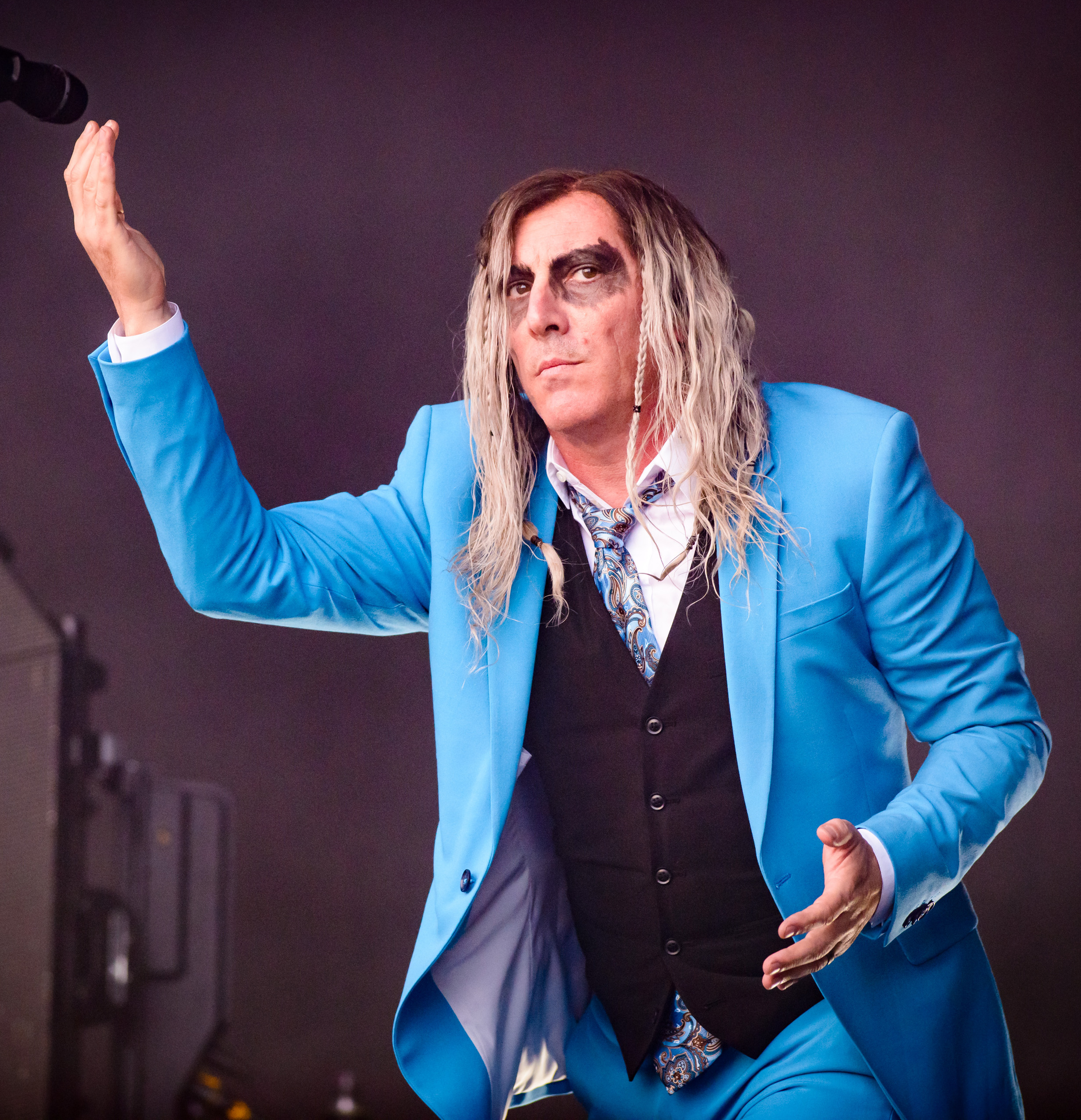
Мейнард Кінен в рок-гурті A Perfect Circle. 2018 рік

Хоч перерва між виходом четвертого та п'ятого альбомів гурту й тривала безпрецедентні тринадцять років, це не означало, що музиканти писали нові пісні весь цей час. За перші два роки після виходу 10,000 Days Tool відіграли близько 200 концертів, після чого вирішили «відпочити один від одного». Мейнард Кінен заснував власний гурт Puscifer, повернувся до A Perfect Circle, а також захопився виноградарством; решта музикантів зосередилися на власних проєктах. Також роботі перешкоджали травма Денні Кері, отримана під час їзди на скутері, та судовий позов Tool проти колишньої страхової компанії, що коштував гуртові чималу суму. За словами барабанщика, як і з попередніми записами, колектив працював над платівкою «лише» п'ять років.
Підхід Tool до написання пісень з Fear Inoculum суттєво відрізнявся від творчого процесу в інших рок-гуртах. Спочатку музиканти-інструменталісти втрьох писали музику, і лише після цього, окремо від інших, Мейнард Кінен вигадував вокальну мелодію та текст. Такий процес існував в Tool уже багато років: лише в першій половині 1990-х музиканти писали пісні разом, але починаючи з другого альбому Ænima (1996) співак працював окремо від інших. За словами Денні Кері, це було пов'язано з індивідуальними особливостями учасників колективу: Адам Джонс був перфекціоністом («готовий випробувати кожен незначний варіант, повторюючи знову та знову»), а Мейнард Кінен надавав перевагу спонтанності («з'являється спалах натхнення, він береться за роботу і швидко вважає її закінченою»). Сам Кінен визнавав, що ненавидить переписувати текст через зміну музики, тому завжди перепитував, чи є отримані від колег по гурту файли фінальними. Вокаліст порівнював написання пісень із будівництвом: «Ти не можеш прикрашати будинок, поки не закладено фундамент, побудовано стіни та встановлено двері. Я — дизайнер інтер'єрів». 
Музику до Fear Inoculum вигадували під час тривалих джем-сесій за участі гітариста, бас-гітариста та барабанщика. «Ми починали вкидувати рифи та розривати їх на частини, переглядати речі, які написали давно, і які можуть працювати з новими речами» — пояснював Адам Джонс. Деякі мелодії було написано багато років тому; зокрема, партію до пісні «7empest» Джастін Ченселлор придумав ще до того, як доєднався до Tool 1995 року. Коли музика була готова, записаний матеріал відправили Мейнарду Кінену, а той почав придумувати свої мелодії та тексти. Хоча останнє слово залишалося за співаком, він час від часу повертався до музикантів, щоб краще зрозуміти структуру пісень або математичні розрахунки, на яких було засновано незвичні тактові розміри; це дозволяло, навіть попри відсутність спільної роботи в студії, отримувати згуртований та органічний кінцевий результат.

### Запис альбому
Звукорежисером альбому став Джо Баррезі, також знаний як «Злий Джо» (англ. Evil Joe). Відомий завдяки співпраці з рок-гуртами Queens of the Stone Age, Slipknot, Bad Religion, він також працював над попереднім альбомом Tool 10,000 Days. Запис платівки розпочався в березні 2018 року і тривав близько десяти місяців, під час яких Баррезі мав можливість приділяти увагу й іншим проєктам, зокрема, новим альбомам Slipknot, Volbeat, Soundgarden та Alice in Chains.

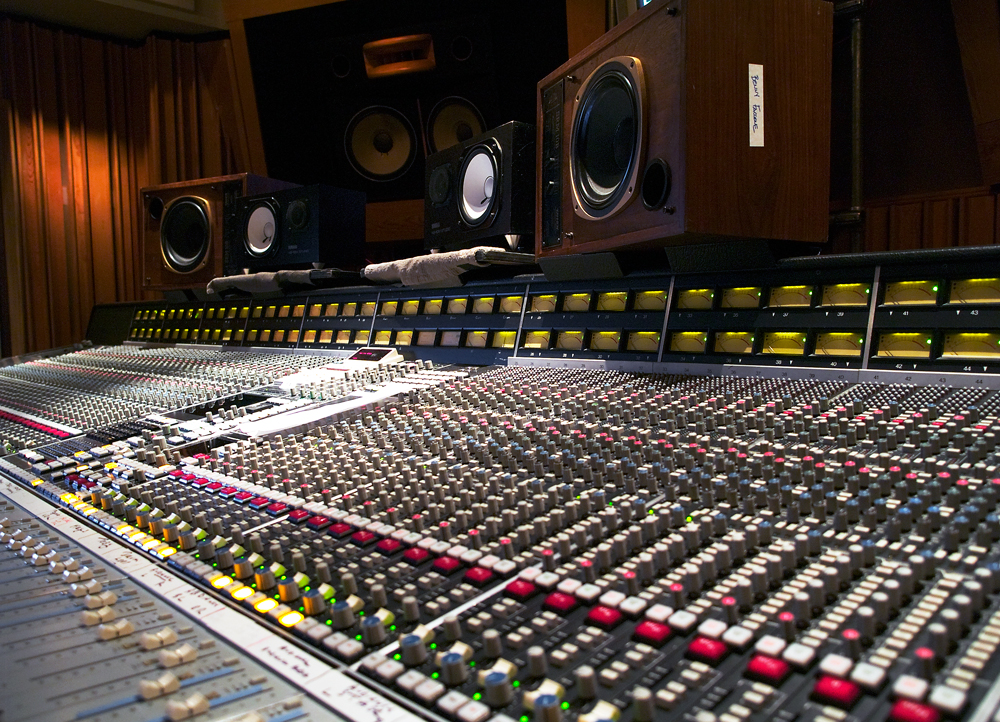
Студія Henson Recording

Перші сесії відбулися в голлівудській студії Henson Recording, де гурт записав партії ударних. Основним інструментом Денні Кері стала ударна установка Sonor, яка окрім том-томів, рототомів та напільних томів містила барабанні педи Mandala, запрограмовані для відтворення звучання табли, марксофону та інших інструментів. Під впливом виконавців прогресивного року, якими захоплювався Кері, він привіз у студію установку Ludwig Stainless Steel з дванадцяти барабанів, на якій грав підлітком, щоб деякі частини пісень виконати на ній. На відміну від попереднього альбому Tool, запис якого відбувався за допомогою консолі API Audio, цього разу Баррезі використовував обладнання Neve Electronics. Барабанам було відведено 17 доріжок на 24-канальній плівці, на які записувався сигнал як з мікрофонів, так і з підсилювача.
Бас-гітару та електрогітару записали в лос-анджелеській студії Universal Recording. Джастін Ченселлор використовував власну модель гітари Wal Bass, підсилювачі Gallien-Krueger та Mesa/Boogie (один для чистого та інший для перевантаженого звучання), а також директ-бокс. Електрогітарі Адама Джонса віддали три доріжки: перша — для підсилювача Diezel VH4, друга — для Marshall Super Bass, і третя — для міксу сигналів з Bogner Uberschall та Rivera Knucklehead. Джо Баррезі та музиканти багато експериментували, змінювали інструменти, обирали різні струни для гри медіатором та пальцями, записувалися за допомогою інших мікрофонів або змішували сигнал з мікрофонів та директ-боксу, регулюючи баланс між чистим та «брудним» звуком. Іноді в міксі гітара та бас-гітара розміщувалися ліворуч та праворуч, ніби музиканти стояли один навпроти одного. Запис відбувався на магнітофон Studer A827, після чого доріжки переносили з дводюймової магнітної стрічки у Pro Tools.
Вокал записали в Коттонвуді, Аризона, в домашній студії Мейнарда Кінена, де той — завзятий виноградар — поєднував студійні сесії зі збором врожаю. Співак знаходив пару годин в проміжку між перебуванням у винному підвалі, записував окремі партії, а за його відсутності звукорежисери Джо Баррезі та Мет Мітчелл (колега Кінена по проєкту Puscifer) прослуховували результати та обирали найкращі фрагменти. Основним мікрофоном Кінена був «Blue Bottle» виробництва Blue Microphones, у ланцюгу з підсилювачем Neve 1073 та компресором Universal Audio 1176. Окрім цього Баррезі використовував низку інших мікрофонів, серед яких Soyuz 017, Neumann U67, Shure SM7, декілька ручних мікрофонів та ручний гучномовець, що дозволяло змінювати частотні характеристики звучання, щоб голос краще вирізнявся серед інструментів.
Прикінцеві редагування Баррезі робив у власній студії JHOC (Joe's House of Compression) в Пасадіні, Каліфорнія,. Перш за все, там було записано додаткові гітарні партії (зокрема, соло), додаткові басові партії та «овердаби» (англ. overdub — накладання); для цього використовувався магнітофон Studer A800 та консоль SSL 4000. Далі Баррезі витрачав близько доби на кожну пісню, щоб додати незначні ефекти, як то реверберацію або ділей. До кінця 2018 року студійну роботу було завершено.

### Учасники запису
| Tool - Джастін Ченселлор - Денні Кері - Мейнард Кінен - Адам Джонс Запис пісень - Автори пісень та продюсери — Tool - Запис та зведення — Джо Баррезі («Злий Джо») - Асистенти звукорежисера — Джун Муракава, Морган Стреттон, Кевін Міллз, Гарретт Лубов, Веслі Сайдман, Скотт Мур, Грег Феллер - Мастерінг (компакт-диск, цифровий реліз) — Боб Людвіг - Мастерінг (вінілове видання) — Кріс Беллман - Гітарні техніки — Ден Драфф, Тім Доусон, Скотт Дахреден, Піт Л'юїс, Саша Дунейбл - Барабанні техніки — Брюс Джекобі, Джон Ніколсон, Джо Слейбі, Джуніор Кіттліц - Додатковий трекінг — Мет Мітчелл, Тім Доусон, Ендрю Мінс - Звучання води та хвиль — Lustmord | Графічне оформлення - Артдиректор — Адам Джонс - Оформлення та дизайн — Меккі Осборн - Цифровий ілюстратор — Дебора Шиді - Концепція «The Great Turn» — Алекс Грей - Художник — Джойс Су - CGI — Метью Санторо - Портрети музикантів Tool — Шон Чітнем - Фотографи — Крістін Бернс, Алекс Ландін, Тревіс Шінн, Лі Янг - Виробництво — Енн Чієн Відео - Режисери — Адам Джонс, Алекс Грей - Концепція «The Great Turn» — Алекс Грей - Режисер візуальних ефектів — Метью Санторо - Дизайнери візуальних ефектів — Домінік Хейлстоун, Джойс Су, Раян Тоттл - Додаткова композиція «Recusant Ad Infinitum» написана Tool - Запис та зведення — Джо Баррезі - Виробництво — Енн Чієн |

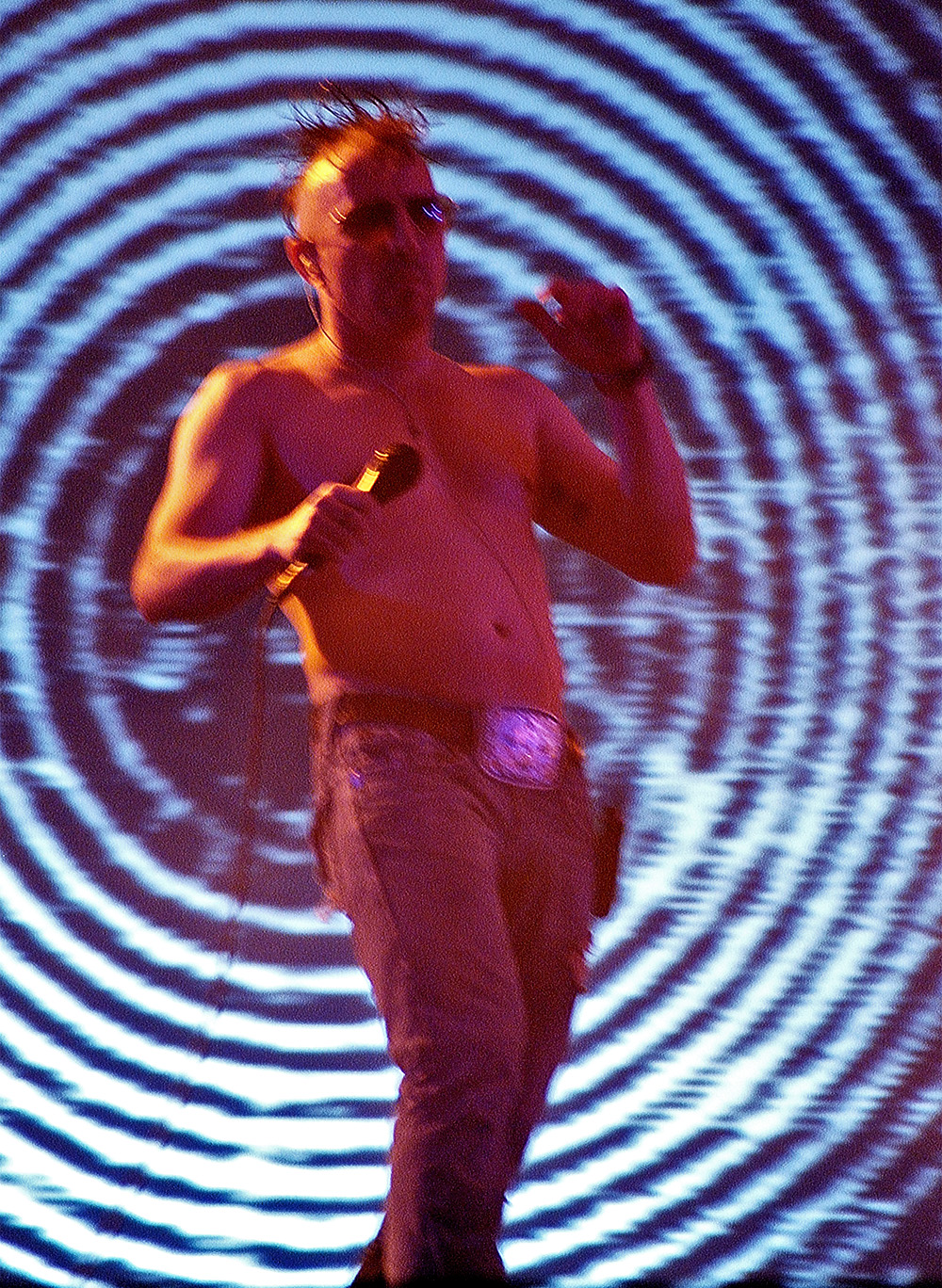
Мейнард Кінен (вокал)
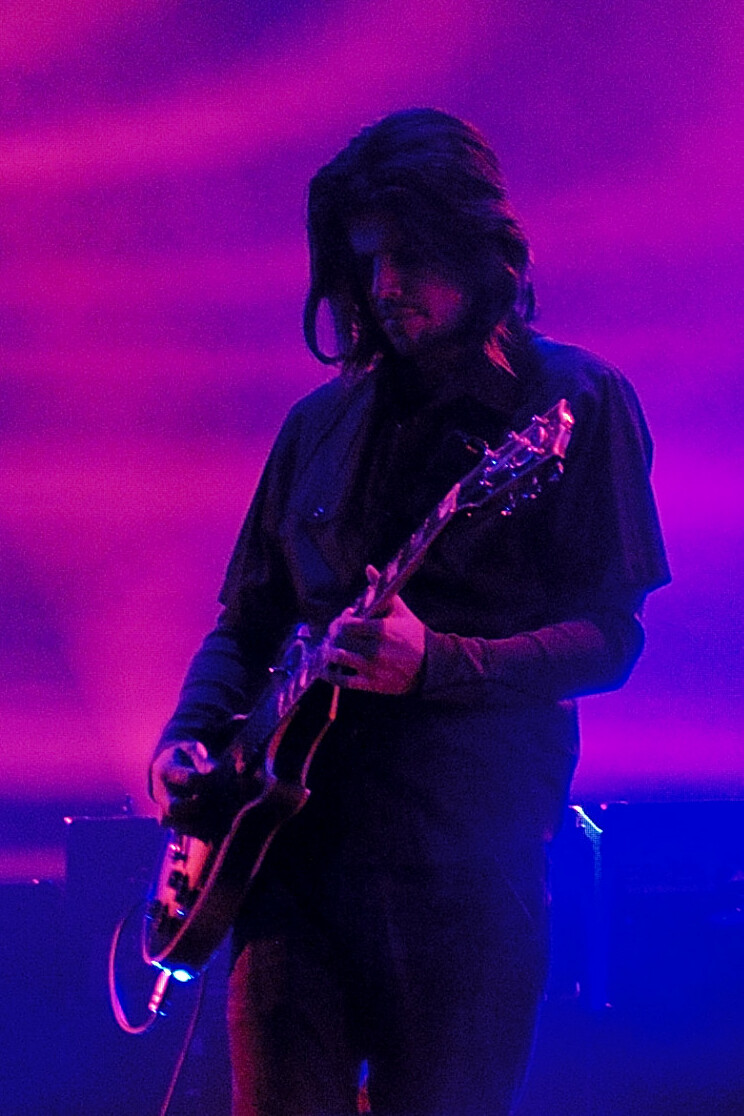
Адам Джонс (гітара)
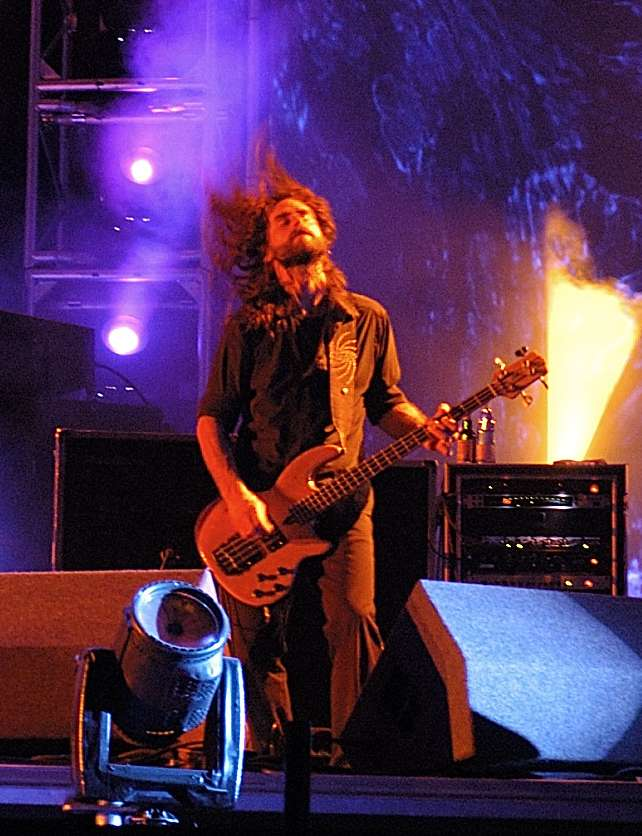
Джастін Ченселлор (бас-гітара)
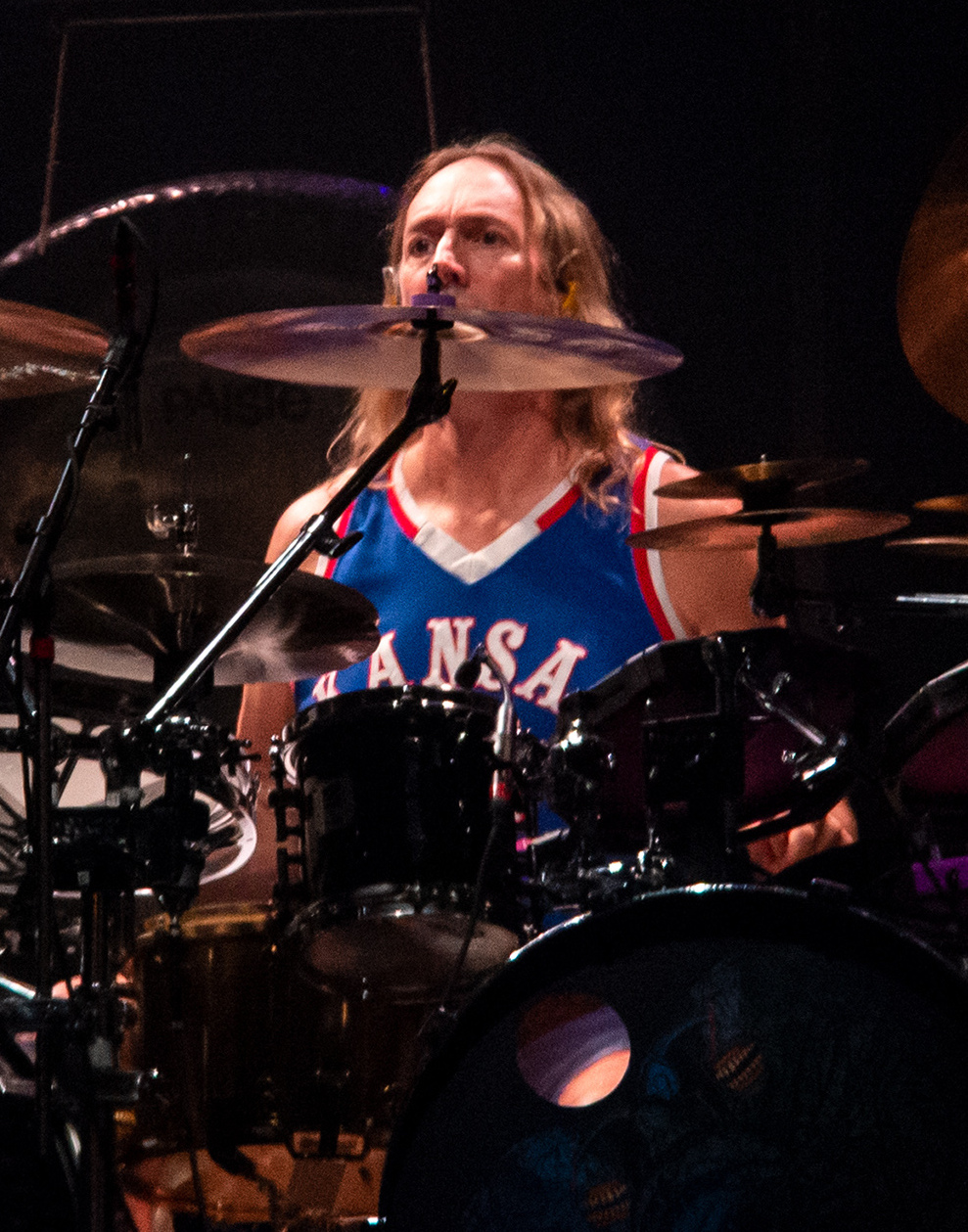
Денні Кері (барабани)

## Зміст альбому

### Концепція та назва

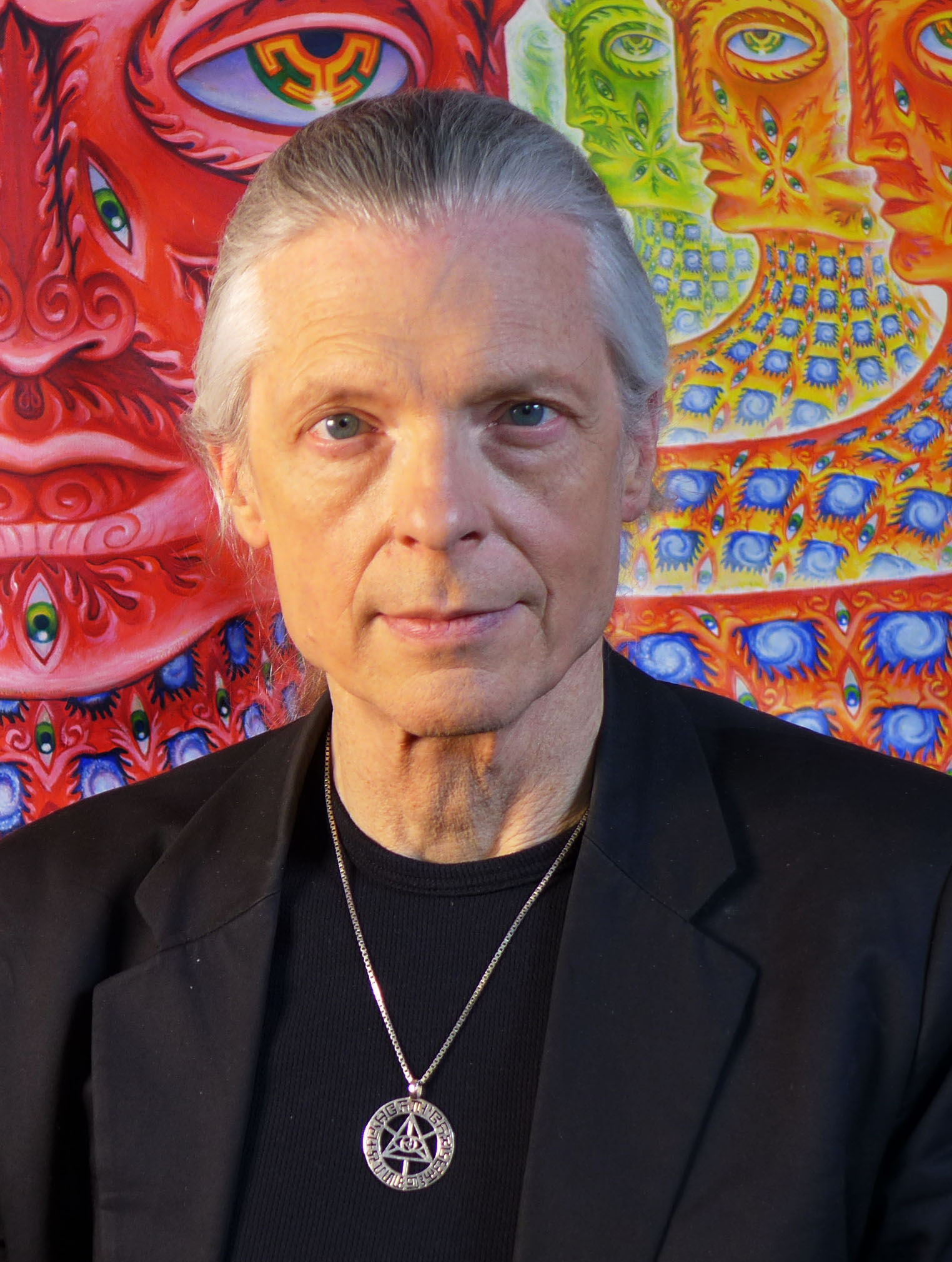
Художник Алекс Грей. 2013 рік

Одна з концепцій альбому була пов'язана із числом «сім». Ще під час студійної роботи виявилось, що багато матеріалу було написано в складному тактовому розмірі 7/8, або містило поліритми 7:4 або 7:3. Число «сім» зустрічалося багато разів, і гітарист Адам Джонс навіть зробив світлину, де вказував на число «сім». Коли після закінчення запису з'ясувалося, що до альбому увійде сім пісень, Адам Джонс запропонував назвати платівку Volume 7 (укр. том сьомий): з урахуванням дебютного мініальбому Opiate вона дійсно мала стати для Tool сьомою.

Фінальна концепція альбому отримала назву «The Great Turn» (укр. великий поворот) та була основана на творах художника Алекса Грея. Зокрема, в оформленні платівки використовували картини Грея «Vision Crystal Tondo» (2015), «The Torch» (2019) та етюд «The Great Turn» (2019). Митець описував концепцію наступним чином:
|  | Великий поворот є символом потенціалу як трансформації, так і катастрофи. Є три основні композиційні елементи: поляризоване тіло, павутина дорогоцінних каменів і фоновий тунель очей, що символізує три рівні нашого «я». Розмірковуючи над значенням образу, Тіло відчуває боротьбу его, яке потрапило в мережу Розуму, але тягнеться до світла Духа тунелем нескінченного усвідомлення, бачачи все. Ми можемо розташувати свою ідентичність у будь-якому з цих доменів, але містики сказали б, що Дух є нашою справжньою природою. Оригінальний текст (англ.) The Great Turn is a symbol of the potential for both transformation and disaster. There are three primary compositional elements, the polarized body, the jewel web, and the background tunnel of eyes, symbolizing three levels of our self. Reflecting on the meaning of the image, the Body feels the struggle of the ego caught in the web of the Mind, yet reaches toward the light of Spirit a tunnel of infinite awareness seeing everything. It is possible for us to locate our identity in any of those domains, yet the mystics would say Spirit is our true nature. |

«Fear Inoculum» перекладається з англійської як «інокулянт страху» або «щеплення від страху» і дослівно означає введення біологічної культури страху в організм, щоб навчити його боротися з ним. Автор назви альбому Мейнард Кінен відмовлявся вичерпно пояснювати її значення, зауваживши, що «це охоплення того, де ми зараз є, визнання того, звідки ми прийшли, і деяких речей, через які ми пройшли». Джастін Ченселлор вбачав її суть в тому, що «як ви виростете та навчатиметеся, то перестанете боятися того, що стримувало вас спочатку… ви можете захистити себе від страхів, смутку та відсутності надії, які все руйнують». Денні Кері додавав, що «прищепити свій страх... означає постаріти та не перейматися».
На обкладинці альбому зображено так зване космічне око — спіральну фігуру, що складається із сотень безтілесних очей. Окрім зображення, обкладинка містить новий логотип гурту, вперше опублікований за місяць до виходу альбому.

### Музика та тексти
За музичним жанром Fear Inoculum не став суттєво відмінним від попередньої творчості Tool. Ще у 1990-ті роки гурт став відомим завдяки поєднанню різних стилів, серед яких стоунер-рок, прогресивний рок і хеві-метал, а у 2000-ні їхня музика стала містити елементи артроку, психоделічного року та прогресивного металу. Музичні оглядачі найчастіше відносили Fear Inoculum до альт-прог-металу — поєднання альтернативного та прогресивного металу, — з елементами музики Близького Сходу, але визнавали унікальність стилю гурту і несхожість на інші колективи рок-сцени.
Альбом вийшов у двох варіантах: зі скороченим та розширеним списком композицій. Оригінальне видання на компакт-диску складалося з шести довгих треків, тривалістю від десяти до п'ятнадцяти хвилин, та однієї інструментальної композиції «Chocolate Chip Trip». Цифрова версія альбому містила три додаткові короткі інструментальні інтерлюдії. Незвичайно довгі композиції зустрічалися у творчості Tool і раніше, зокрема, на попередньому альбомі 10,000 Days, але якщо до того гурт знаходив баланс між короткими рок-хітами та довгими епічними полотнами, то на Fear Inoculum не було жодної пісні з вокалом, коротшою за 10 хвилин.
Структура композицій з Fear Inoculum була схожою на творчість артрокових гуртів або композиторів класичної музики. Пісні були непристосовані до формату радіостанцій, радше нагадуючи симфонії, що складалися з багатьох частин. Багато з них розвивалися за схожим сценарієм, починаючися тихо та спокійно, змінюючи декілька секцій та досягаючи кульмінації ближче до закінчення. З одного боку, композиції порівнювали з масштабними концептуальними полотнами, які неможливо повністю осягнути після одного прослуховування, через що Tool навіть називали «метал-гуртом мислячої людини». З іншого, на думку музичних критиків, їм бракувало яскравих «гуків», до яких звик пересічний рок-шанувальник; жодна з них не претендувала на популярність, яку мали хіти Tool 1990-х років, як то «Sober» або «Forty Six & 2».
За інструментальну частину, як і раніше, відповідали три з чотирьох музикантів Tool: гітарист Адам Джонс, бас-гітарист Джастін Ченселлор і барабанщик Денні Кері. Темп і ритм музики неодноразово змінювався під час кожної композиції, та чи не найпоширенішим на платівці був складений тактовий розмір 7/4, характерний для прогресивного року. «Найціннішим гравцем» альбому називали Денні Кері, чия технічна гра на широкому наборі перкусійних інструментів зробила Fear Inoculum найбільш насиченим барабанами альбомом Tool. Єдина інструментальна композиція зі скороченого трекліста альбому — «Chocolate Chip Trip» — це соло Кері на ударних. Своєю чергою, Джонс і Ченселлор за допомогою віртуозних рифів створювали ритмічні малюнки, на тлі яких звучав голос соліста.
Музичні оглядачі вважали, що суттєва частина Fear Inoculum експлуатувала ідеї з двох попередніх альбомів гурту, поєднуючи динаміку Lateralus та важкість 10,000 Days. Серед ключових відмінностей нової роботи Tool називали насичене гітарне звучання, довгі соло Адама Джонса (на відміну від більш атмосферних партій минулих альбомів) та активне використання синтезаторів. Менше з тим, незмінно високою залишилась якість звучання платівки — результат багаторічної зіграності музикантів і ретельного зведення, завдяки якому жоден інструмент не загубився у фінальному міксі.
Найбільші відмінності Fear Inoculum від попередніх робіт Tool були пов'язані із роллю та внеском співака Мейнарда Кінена. Якщо раніше він був безсумнівним лідером, чий злий та роздратований вокал був визначним елементом звучання гурту, то тепер його присутність стала значно меншою. Нерідко голос Кінена дублював партії інших інструментів або звучав трохи позаду, дозволяючи солювати іншим. Стиль вокального виконання співака також змінився, ставши ближчим до проєкту A Perfect Circle, аніж до альбомів Tool: замість криків або гарчання, Кінен наспівував більш делікатно, приділяючи увагу фразуванню.
Тексти Fear Inoculum вийшли двозначними та відкритими для різних інтерпретацій. Деякі з тем були типовими для Tool, як то боротьба з ілюзіями, походження страху, духовність та зв'язок із Всесвітом. Окрім того, тексти містили численні посилання на філософські концепції, як то дзен-буддизм, спіритуалізм або метафізика, та давньогрецьку термінологію. Проте на зміну складним, сумнівним, провокаційним і жартівливим метафорам, притаманним молодому Кінену, прийшли серйозніші роздуми на теми старіння, смертності, плину часу, майбутнього людства. Основну ідею альбому було втілено в його назві: зробити собі «щеплення від страху», не боятися сучасного світу та просто жити.

### Список пісень
Видання альбому на компакт-диску містило лише сім пісень загальною тривалістю близько 79 хвилин, внаслідок обмежень формату CD. У відеопрогравачі звучала додаткова композиція «Recusant Ad Infinitum».
| #     | Назва                 | Тривалість |
| ----- | --------------------- | ---------- |
| 1.    | «Fear Inoculum»       | 10:20      |
| 2.    | «Pneuma»              | 11:53      |
| 3.    | «Invincible»          | 12:44      |
| 4.    | «Descending»          | 13:37      |
| 5.    | «Culling Voices»      | 10:05      |
| 6.    | «Chocolate Chip Trip» | 4:48       |
| 7.    | «7empest»             | 15:43      |
| 79:10 |                       |            |

Цифрова версія альбому містила сім пісень з компакт-диска та три додаткові інструментальні композиції: «Litanie contre la Peur», «Legion Inoculant» та «Mockingbeat».
| #     | Назва                    | Тривалість |
| ----- | ------------------------ | ---------- |
| 1.    | «Fear Inoculum»          | 10:20      |
| 2.    | «Pneuma»                 | 11:53      |
| 3.    | «Litanie contre la Peur» | 2:14       |
| 4.    | «Invincible»             | 12:44      |
| 5.    | «Legion Inoculant»       | 3:09       |
| 6.    | «Descending»             | 13:37      |
| 7.    | «Culling Voices»         | 10:05      |
| 8.    | «Chocolate Chip Trip»    | 4:48       |
| 9.    | «7empest»                | 15:43      |
| 10.   | «Mockingbeat»            | 2:05       |
| 86:38 |                          |            |

2022 року альбом вийшов на вінілі. Ультраделюкс версія складалася з п'яти грамофонних платівок, що містили дев'ять пісень (за винятком інструментальної «Litanie contre la Peur»), а стандартна версія — з трьох платівок і тих же дев'яти пісень.
| #     | Назва                 | Тривалість |
| ----- | --------------------- | ---------- |
| 1.    | «Fear Inoculum»       | 10:20      |
| 2.    | «Pneuma»              | 11:53      |
| 3.    | «Invincible»          | 12:44      |
| 4.    | «Legion Inoculant»    | 3:09       |
| 5.    | «Descending»          | 13:37      |
| 6.    | «Culling Voices»      | 10:05      |
| 7.    | «Chocolate Chip Trip» | 4:48       |
| 8.    | «7empest»             | 15:43      |
| 9.    | «Mockingbeat»         | 2:05       |
| 84:24 |                       |            |

Альбом розпочинається з чільної пісні «Fear Inoculum» («Інокулянт страху»), яка розповідає про необхідність прищепити страх, щоб його позбавитися. Атмосферний вступ з використанням синтезатора та табли триває близько двох хвилин, після чого нарешті вступає Мейнард Кінен, співаючи про вакцинацію проти страху: «Імунітет, на який так довго чекали. Інфекція, я видихаю тебе» (англ. Immunity, long overdue, contagion I exhale you). Куплет, приспів і бридж неодноразово змінюють один одного, наближаючи кульмінаційний момент. Коли в останній третині композиції Кінен повторює про вигнання недуг та різних отрут, його голос стає схожим на молитву або заклинанням. Закінчується пісня гітарним соло Адама Джонса.
Друга пісня «Pneuma» («Пневма») побудована навколо бас-гітарного рифу та складної барабанної партії, яка виходить на перший план. В середині композиції до ударних і перевантажених гітар додається шар клавішних. Текст пісні описує «пневму» (дав.-гр. «πνεῦμα») — давньогрецьке слово, що означає «дихання, дух, вітер» — підкреслюючи єдність людства: «Пневма, простягни руку за межі. Прокинься і пам'ятай, що ми народжені одним подихом, одним словом. Всі ми — це одна іскра, очі, повні подиву» (англ. Pneuma, reach out beyond / Wake up remember, we are born of one breath, one word / We are all one spark, eyes full of wonder).
«Litanie contre la Peur» («Літанія проти страху») — перша інструментальна інтерлюдія, наявна лише в цифровій версії альбому. Двохвилинна композиція відтворює відчуття східного містицизму за допомогою синтезатора, чиє звучання є характерним для прогресивного року.
«Invincible» («Непереможний») — це одна з перших композицій, створених гуртом під час багаточасових джем-сесій, та одна з двох, яку Tool виконували на концертах ще до виходу альбому, в травні 2019 року. Перша половина пісні насичена переборами, рифами та соло гітариста Адама Джонса, який був основним автором вступу. Приспів присвячений «воїнові, що намагається залишатися актуальним», алегоричному образові, в якому вгадувалися самі Tool — колектив із багаторічною історією, що повернувся після довгої відсутності. Пісня містить фальшивий фінал, коли після кількасекундної паузи повторюється останній куплет, цього разу в пришвидшеному темпі.
Першу половину альбому закриває чергова інтерлюдія «Legion Inoculant» («Інокулянт легіону»). Вона також виконується на синтезаторі, але замість мелодичних ліній витримана в стилі ембієнт, чим нагадує твори Джона Карпентера або Вангеліса 1980-х років. Композиція містить три хвилини атмосферних звуків, шумів і голосів, записаних барабанщиком Денні Кері.
«Descending» («Спадання») — це друга композиція, яку гурт презентував на концертах навесні 2019 року. Вона описує найгірші людські якості, такі як жадібність, токсичність або апатію, і закликає оточення звернути увагу на планетарні проблеми, порівнюючи сучасність із «лебединою піснею та епілогом». Голос Мейнарда Кінена звучить лише протягом першої половини пісні, тоді як друга є довготривалим джемом, що дозволяє розкритися всім музичним інструментам.
Наступна пісня «Culling Voices» («Осуджуючі голоси») є найповільнішою та найспокійнішою з альбому. Протягом першої половини Мейнард Кінен тихо співає під моторошний акомпанемент клавішних та чистої гітари, із мінімалістичним долученням бас-гітари та барабанів. Він розповідає про голоси у власній голові, згадуючи «психопатію, що вводить в оману» та «розмови, яких ніколи не було». Лише наприкінці сьомої хвилини пісні головний герой не витримує і гучно проголошує «Не смій мене в цьому звинувачувати» (англ. Don’t you dare point that at me), повторюючи цю фразу знову й знову.
Передостання інтерлюдія «Chocolate Chip Trip» («Шоколадний трип») — це єдина інструментальна композиція, яка увійшла в основний трекліст альбому. Вона з'явилася як данина шани джаз-ф'южн-барабанщику Біллі Кобему, що в 1970-ті роки виконував соло на ударних під акомпанемент ритму, відтвореного на синтезаторі. Денні Кері був його великим фанатом і створив власний ритм в стилі техно та індастріал, в складному розмірі 7/8, не забуваючи про зв'язок альбому з числом «сім». Назва треку відсилала до колишнього психоделічного досвіду, або трипу (англ. acid trip) барабанщика, проте за словами Кері, він припинив вживати психоделіки багато років тому, отже композиція була «скоріше підживлена печивом з шоколадними дрібками, ніж кислотою». Фінальний результат — це поєднання повторюваного електронного патерну з віртуозним барабанним соло Кері; інші музиканти в записі «Шоколадного трипу» участі не брали.
«7empest» — це найдовша пісня на альбомі, яка триває майже шістнадцять хвилин. Її назва «Tempest» (укр. буря) стилізована із черговим використанням числа «сім» та відсилає до однойменної п'єси Шекспіра. Композиція починається з гітарного перебору та дзвінкої перкусії, але швидко переходить до агресивного гітарного рифу з ефектом «wah-wah», на тлі якого Кінен спочатку повторює фразу «Зберігай спокій», але врешті-решт гарчить «І знову те саме» (англ. Here we go again). Слідом за декількома куплетами йде інструментальний брейкдаун в стилі Meshuggah та трихвилинне гітарне соло Адама Джонса. Гітарист залишається на першому плані до кінця пісні, комбінуючи складні розміри 5/4, 11/8 та 7/8.
Назва завершальної композиції «Mockingbeat» («Біт-пересмішник») є грою слів, що походить від англ. mockingbird — «пересмішник» та beat — «біт». Зміст двохвилинного треку відповідає назві, бо складається з простого електронного біту та голосів птахів та мавп.

## Вихід альбому

### Анонс і сингли
Перші ознаки того, що після тринадцяти років очікування Tool випустять новий альбом, з'явилися на початку травня 2019 року, коли у твіттері гурту з'явилося повідомлення «Почуваємося добре. Можливо, зіграємо щось з нового матеріалу в майбутньому турі. Подивимось». 5 травня 2019 на фестивалі Welcome to Rockville у Джексонвіллі, Флорида, гурт дійсно презентував дві нові пісні «Descending» та «Invincible». Ще за два дні на концерті в Бірмінгемі, Алабама, на великому екрані з'явилася дата «30 серпня 2019 року», яка означала дату виходу нового альбому.
Офіційне повідомлення про вихід нового альбому та його назву Fear Inoculum оприлюднили 29 червня. За тиждень гітарист Адам Джонс повідав, що платівка складатиметься з семи композицій загальною тривалістю 80 хвилин, а її концепція пов'язана із числом «сім». 5 серпня гурт поділився обкладинкою альбому та анонсував вихід заголовної пісні з платівки. Сингл «Fear Inoculum» вийшов 7 серпня 2019 року в цифровому форматі. Він дебютував в американському хіт-параді синглів 12 серпня, опинившись на 93 місці, і встановив рекорд як найдовша пісня, що колись потрапляла до чарту Billboard Hot 100, із загальною тривалістю 10 хвилин 21 секунду (попереднім рекордсменом була пісня Девіда Боуї «Blackstar», коротша на 24 секунди).

### Реліз альбому
Альбом Fear Inoculum з'явився у продажу 30 серпня 2019 року, вийшовши на лейблі RCA Records. За словами представника Коаліції незалежних музичних магазинів (CIMS), попит на платівку був настільки великим, що в деякі магазини вилаштувалися черги з самого ранку. За перший тиждень в США продали 248 тис. фізичних примірників Fear Inoculum, а з урахуванням стримінгових сервісів і цифрових копій — 270 тис. одиниць, еквівалентних альбомові. Цей показник став найкращим для рок-музики за понад рік: попереднім рок-альбомом, який продавався настільки ж добре, була платівка Дейва Метьюза Come Tomorrow, що вийшла в травні 2018 року. 
Альбом очолив щотижневий хіт-парад Billboard 200, посунувши на друге місце платівку Тейлор Свіфт Lover, що, за словами представників часопису, стало неймовірним результатом з урахуванням відсутності будь-яких знижок або рекламних акцій з боку Tool. Окрім США, альбом дебютував на першому місці в чартах Австралії, Норвегії, Нової Зеландії та Бельгії, а також потрапив до п'ятірки найкращих у Великій Британії, Німеччині, Нідерландах, Ірландії, Італії та Фінляндії.

### Видання
Оригінальне делюкс-видання Fear Inoculum вийшло в серпні 2019 року обмеженим накладом і коштувало близько 100 доларів. До його складу увійшли компакт-диск, 36-сторінковий буклет, додаткові ілюстрації та чотиридюймовий HD-екран з двоватними акустичними колонками, що дозволяв набути, як було зазначено на обкладинці, «захопливий візуальний досвід». Окрім компакт-диска, що внаслідок обмежень формату містив лише сім пісень, вийшла й цифрова версія видання з повним набором із десяти композицій. Фізичні примірники Fear Inoculum коштували близько 50-60 доларів, але їх швидко розкупили, тому ціна екземплярів, продаваних на Amazon та eBay, сягала 100 доларів та вище.  
Наприкінці 2019 року гурт випустив Expanded Book Edition (укр. розширене книжкове видання) із прямокутною обкладинкою у вигляді книжки, п'ятьма 3D-картками, 56-сторінковим буклетом і можливістю завантажити з інтернету відео «Recusant Ad Infinitum», що транслювалося на екрані в оригінальній версії альбому. Через відсутність екрана з колонками для відтворення відео це видання коштувало трохи дешевше — близько 35 доларів.
У квітні 2022 року на вінілі вийшло «ультраделюкс» видання Fear Inoculum, що мало нову обкладинку та ілюстрації та складалося з п'яти грамофонних платівок, кожна з яких на стороні «А» містила пісні, а на стороні «Б» — унікальні гравірування. В серпні 2022 року вийшла «180-грамова» версія альбому на трьох платівках. Обидва видання містили лише дев'ять пісень з десяти, за винятком «Litanie contre la Peur». Ціна подарункового набору з п'яти платівок сягала 180 доларів, а версія з потрійним вінілом коштувала 65 доларів. 

### Чарти

#### Тижневі чарти
| Тижневий чарт (2019)                               | Найвища позиція |
| -------------------------------------------------- | --------------- |
| Австралія Australian Albums (ARIA)                 | 1               |
| Австрія Austrian Albums (Ö3 Austria)               | 3               |
| Бельгія Belgian Albums (Ultratop Flanders)         | 1               |
| Бельгія Belgian Albums (Ultratop Wallonia)         | 4               |
| Канада Canadian Albums (Billboard)                 | 1               |
| Чехія Czech Albums (ČNS IFPI)                      | 17              |
| Данія Danish Albums (Hitlisten)                    | 4               |
| Нідерланди Dutch Albums (MegaCharts)               | 3               |
| Фінляндія Finnish Albums (Suomen virallinen lista) | 2               |
| Франція French Albums (SNEP)                       | 9               |
| Німеччина German Albums (Offizielle Top 100)       | 2               |
| Угорщина Hungarian Albums (MAHASZ)                 | 5               |
| Ірландія Irish Albums (IRMA)                       | 4               |
| Італія Italian Albums (FIMI)                       | 2               |
| Японія Japanese Albums (Oricon)                    | 44              |
| Литва Lithuanian Albums (AGATA)                    | 8               |
| Нова Зеландія New Zealand Albums (RMNZ)            | 1               |
| Норвегія Norwegian Albums (VG-lista)               | 1               |
| Польща Polish Albums (ZPAV)                        | 6               |
| Португалія Portuguese Albums (AFP)                 | 1               |
| Шотландія Scottish Albums (OCC)                    | 2               |
| Іспанія Spanish Albums (PROMUSICAE)                | 3               |
| Швеція Swedish Albums (Sverigetopplistan)          | 7               |
| Швейцарія Swiss Albums (Schweizer Hitparade)       | 2               |
| Велика Британія UK Albums (OCC)                    | 4               |
| США Billboard 200                                  | 1               |

#### Річні чарти
| Річний чарт (2019)                           | Позиція |
| -------------------------------------------- | ------- |
| Австралія Australian Albums (ARIA)           | 35      |
| Бельгія Belgian Albums (Ultratop Flanders)   | 51      |
| Німеччина German Albums (Offizielle Top 100) | 57      |
| Нова Зеландія New Zealand Albums (RMNZ)      | 47      |
| США Billboard 200                            | 114     |
| Річний чарт (2020)                           | Позиція |
| Бельгія Belgian Albums (Ultratop Flanders)   | 191     |

### Сертифікації
12 серпня 2020 року — через одинадцять з половиною місяців після релізу — Fear Inoculum був сертифікований як «золотий диск» в США, із понад 500 тис. проданих примірників альбому.
| Регіон                                                      | Сертифікація | Продажі |
| ----------------------------------------------------------- | ------------ | ------- |
| Канада (Music Canada)                                       | Золотий      | 40 000  |
| Нова Зеландія (RIANZ)                                       | Золотий      | 7500‡   |
| Польща (ZPAV)                                               | Золотий      | 10 000  |
| США (RIAA)                                                  | Золотий      | 500 000 |
| продажі+прослуховування, що базуються лише на сертифікаціях |              |         |

За місяць до виходу Fear Inoculum всю дискографія Tool оприлюднили на цифрових та стрімінгових платформах. Це призвело до зростання популярності минулих записів гурту, через що всі їхні попередні альбоми — Opiate (1992), Undertow (1993), Ænima (1996), Lateralus (2001) та 10,000 Days (2006) —  врешті-решт стали «платиновими» або «мультиплатиновими».

## Критичні відгуки
Музичні критики схвально зустріли новий альбом Tool. За підрахунками британського агрегатора AnyDecentMusic?, рейтинг Fear Inoculum склав 7,6 бала із 10; цей показник враховує не лише оцінки альбому в музичних оглядах, але й загальну кількість рецензій. На сайті Metacritic платівка отримала оцінку 81 зі 100, що означає «загальне визнання»; вона заснована на 23 відгуках критиків, серед яких 19 були позитивними, а 4 — змішаними.
В британських журналах Kerrang! і New Musical Express Fear Inoculum отримав найвищу оцінку — п'ять зірок. Нік Раскел (Kerrang!) зазначив, що хоча шанувальники радісно зустріли б навіть напівготову платівку, натомість гурт презентував «альбом, який кидає нові виклики своїм творцям і аудиторії, найдрібніші деталі якого, ймовірно, потребуватимуть ще 13 років, щоб їх повністю зрозуміти та оцінити». Джеймс Макмейхон (NME) погодився, що на розкриття платівки можуть піти дні, місяці та роки, проте вона не просто була варта очікування, але й здатна «торкнутися вашого серця, душі та духу».
В журналах Rolling Stone, Glide і Clash Fear Inoculum охрестили «шедевром». Вілл Гермес (Rolling Stone) припустив, що альбом має витримати випробування часом «або як визначальний запис своєї ери, або як монументальна реліквія застарілої форми мистецтва». Джеймс Робертс (Glide) визнав, що Fear Inoculum забезпечив авторам місце в «невеликому, але височезному пантеоні мистецтва прогресивного металу», а Крістофер Спрінг (Clash) назвав його ідеальним альбомом, щоб розпочати знайомство з творчістю Tool. В онлайн-каталозі AllMusic платівку назвали «однією з найсильніших заяв у каталозі гурту», а на сайті Sputnikmusic — «справді новаторським і одним із найкращих альбомів десятиліття». На сайті Consequence і в журналі Classic Rock запропонували запастися 86 хвилинами вільного часу, щоб прослухати альбом повністю, не відволікаючись ні на що інше.
В журналах Entertainment Weekly й Exclaim! відзначили, що Fear Inoculum увібрав у себе найкращі риси попередніх альбомів Tool, зокрема, «динамізм Lateralus та важкість 10,000 Days». В газеті The Guardian зазначили, що завдяки новому запису гурт намагався закріпити за собою статус «майстрів металу», а результат може вважатися «саундтреком до кінця світу». В журналах Paste і Spin альбом порівняли з лабіринтом: з одного боку, «кожен поворот привертає вашу увагу настільки, що ви продовжуєте слухати, що ж буде далі», а з іншого — він «манить туманною обіцянкою, що на іншому кінці можна знайти щось цінне».
Не всі музичні оглядачі сприйняли Fear Inoculum настільки захоплено. В деяких виданнях альбом піддали аргументованій критиці, насамперед на тлі попередніх робіт Tool. В онлайн-журналі PopMatters Fear Inoculum назвали «напрочуд одноманітним, безпечним та рудиментарним порівняно з тим, що було до нього», а в журналі Variety зазначили, що жодна композиція з 85-хвилинного альбому «не є такою ж привабливою, динамічною чи аморфно складеною, але щільною, як бурхливі хіти Tool 90-х». В газеті Chicago Tribune звернули увагу на «дефіцит нищівних хард-рокових крещендо та рифів, які визначали роботу гурту на Lateralus (2001) і раніше». В електронному журналі Slant поскаржилися на відсутність легкодоступних композицій або «гімнів», схожих на «Sober» або «The Pot», назвавши нові пісні «виснажливими та занадто довгими», а короткі інтерлюдії — «незбагненністю заради незбагненності». На сайті No Ripcord оцінили складні багатошарові аранжування, але скептично поставилися до «незвичайних роздумів Кінена». На сайті The 405 передбачили, що альбом буде чудово сприйнятий фанатами Tool і багато хто вважатиме його «шедевром», проте назвали його найменш важливою роботою гурту. Найнижчу оцінку — 5,4 бала із 10 — Fear Inoculum отримав від оглядача сайту Pitchfork, який назвав альбом «омажем до самих себе» від старіючого колективу, який уникає всього незнайомого, та платівкою, що є «водночас перепрацьованою та наполовину готовою».
Не пройшли повз вихід Fear Inoculum і в Україні. На сайті 24 каналу альбом занесли до списку десяти музичних прем'єр серпня 2019 року, які неможливо пропустити, назвавши його «поверненням місяця». В онлайн-виданні «Вікна» Tool назвали одним з головних гітарних гуртів сучасності, а їхню нову платівку — «відмінною, збалансованою роботою, в якій легко вгадується фірмовий стиль групи». У медіа «Слух» альбом став приводом згадати багаторічну історію колективу: на думку Данила Панімаша, «Fear Inoculum нагадує прекрасну прощальну, але вимучену пісню, підбивання підсумків шикарної кар'єри гурту, яка створила навколо себе міф і не дозволила його розвінчати».

## Концертний тур

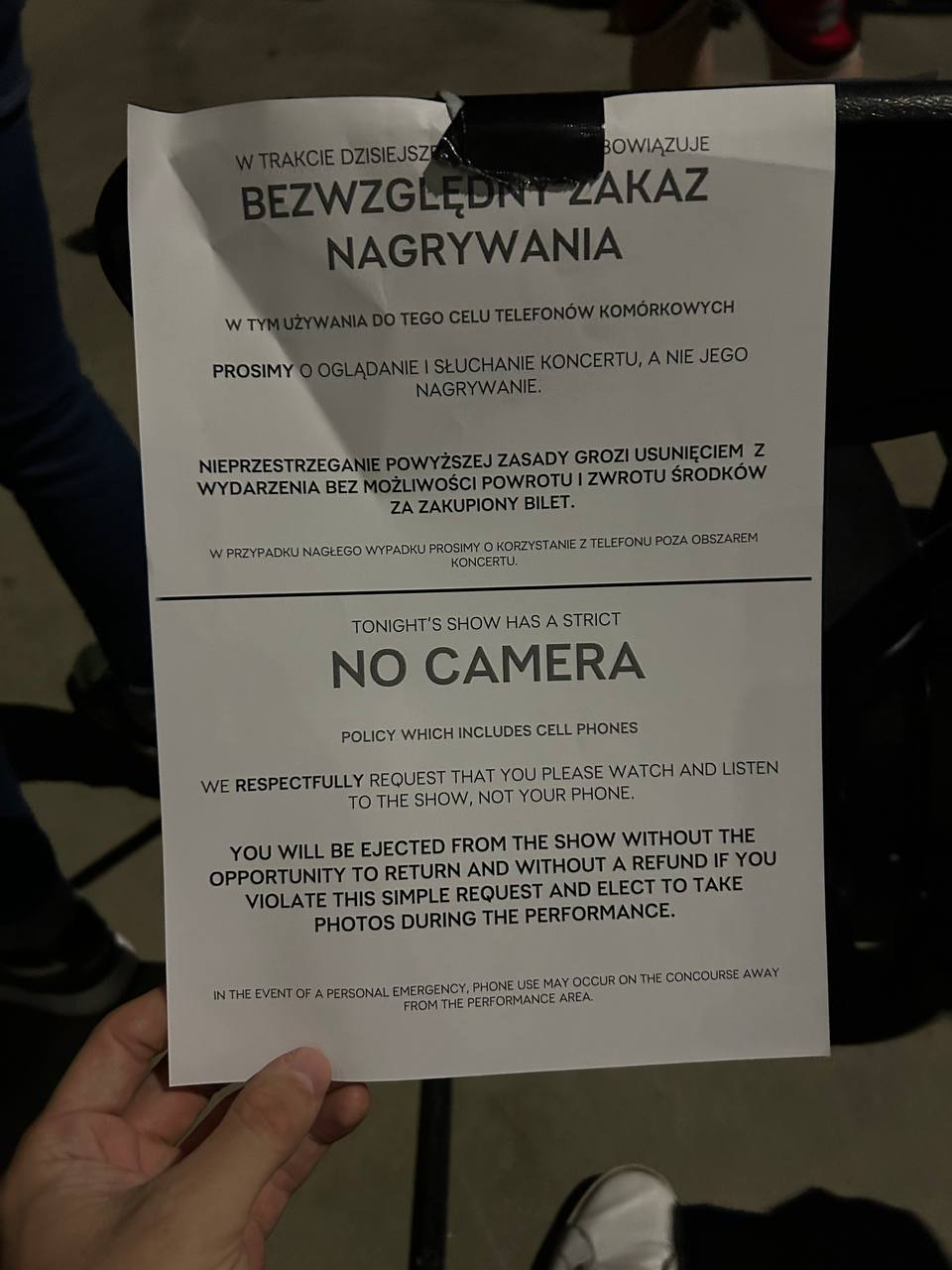
На концертах Tool фото- та відеознімання заборонено, за винятком завершальної пісні шоу

Концертний тур на підтримку Fear Inoculum розпочався у Північній Америці 13 жовтня 2019 року та тривав шість тижнів за підтримки гурту Killing Joke. В деяких містах Tool виступали вперше за понад десятиріччя, і всі квитки на шоу було розпродано. Кожен концерт супроводжувався масштабними спецефектами із використанням світлотехніки, відео та лазерів. На відміну від попередніх турів, під час яких музиканти віддавали перевагу ембієнтному освітленню, ніби «ховаючись» на сцені, цього разу вони — зокрема соліст Мейнард Кінен, який виступав із вражаючим «ірокезом», — все частіше опинялися в центрі уваги. Для композицій «Fear Inoculum», «Pneuma» та «Invincible» створили відеоконтент, що доповнював концертне виконання пісень. Також втілили в життя ідею, яка з'явилася у гурту ще 2015 року: створити спеціальну «струнну завісу» із проєктованим зображеннями, що залишалася на сцені протягом перших декількох пісень. В газеті Los-Angeles Times концерти Tool назвали «бездоганними», в Chicago Tribune — «крутими мультимедійними американськими гірками», а в The Arisona Republic — «візуально захопливим антиутопічним артроковим видовищем».
В січні 2020 Tool відновили концертне турне Північною Америкою. Під час першого концерту в Сан-Дієго музиканти віддали данину барабанщику гурту Rush Нілу Пірту, який помер від раку мозку 7 січня. В лютому гурт вперше за шість років завітав до Австралії та Нової Зеландії, виступивши із «спеціальним гостем», американським виконавцем Author & Punisher. Тур продовжився в березні у США та мав тривати аж до кінця червня 2020 року, проте 12 березня, напередодні концерту в Юджин, Орегон, його було призупинено через пандемію коронавірусної хвороби, а згодом і зовсім скасовано. Перерва у виступах Tool тривала майже два роки, а концертне турне відновилося лише в січні 2022 року.

Tool на фестивалі Hellfest. 2019 рік
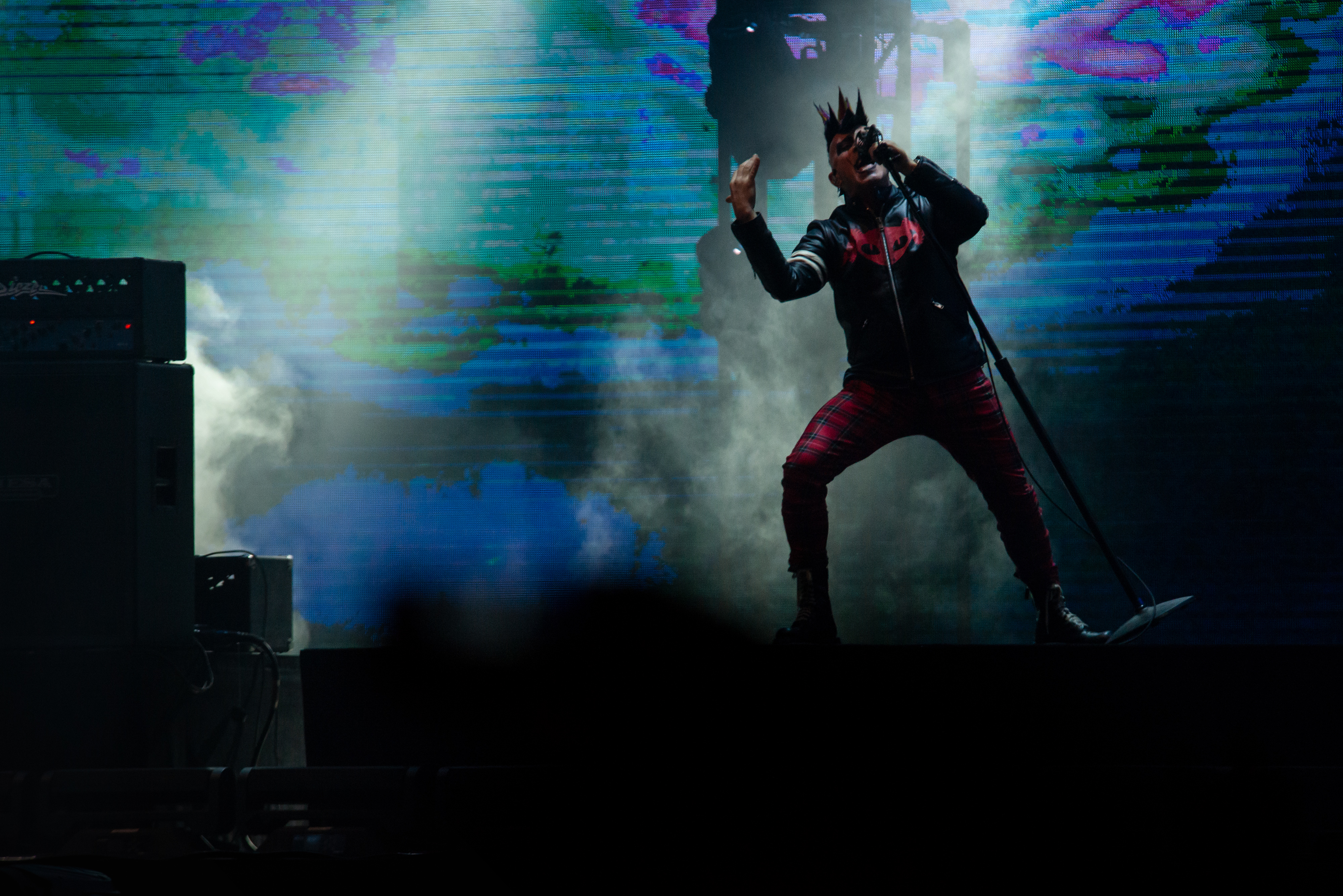
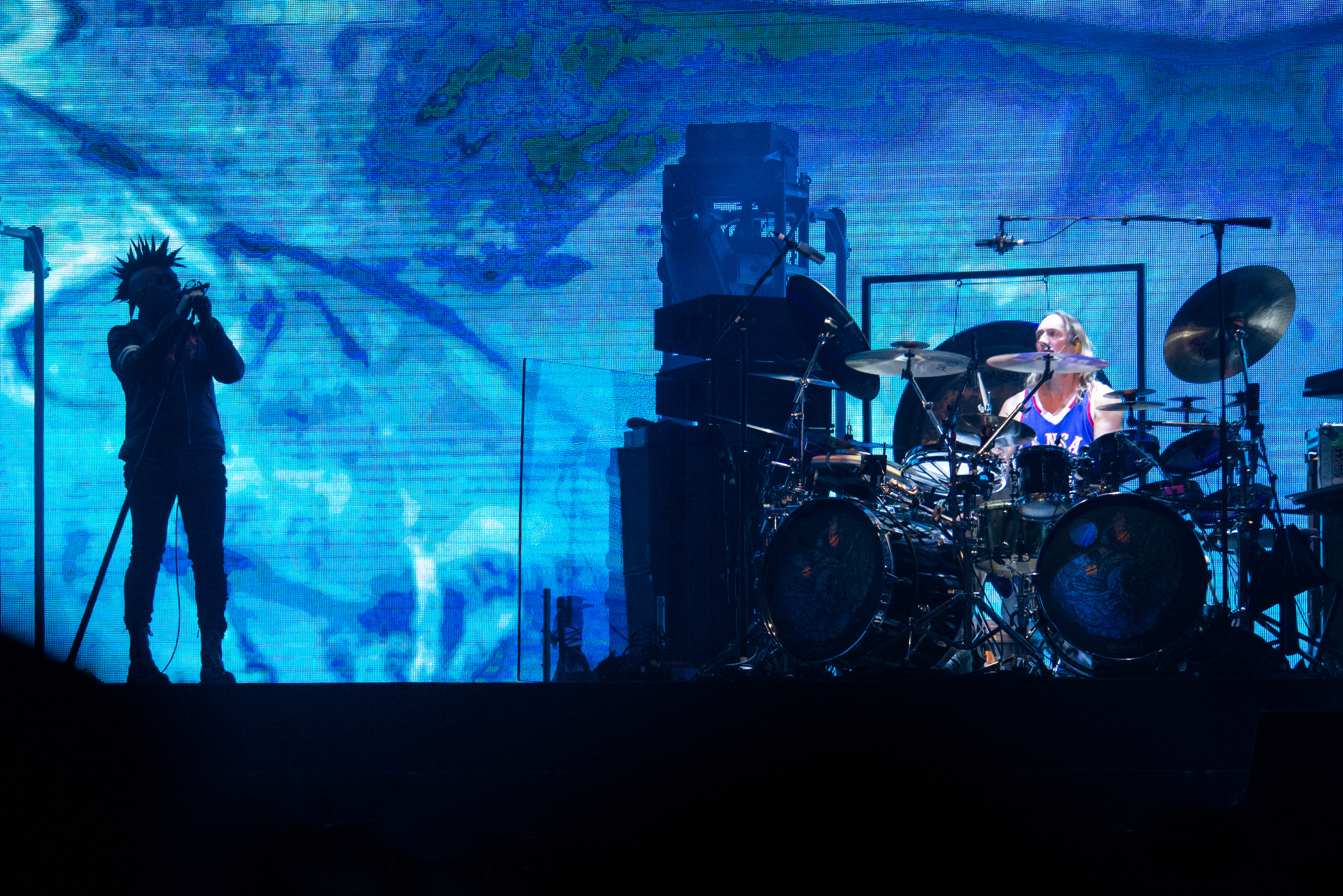
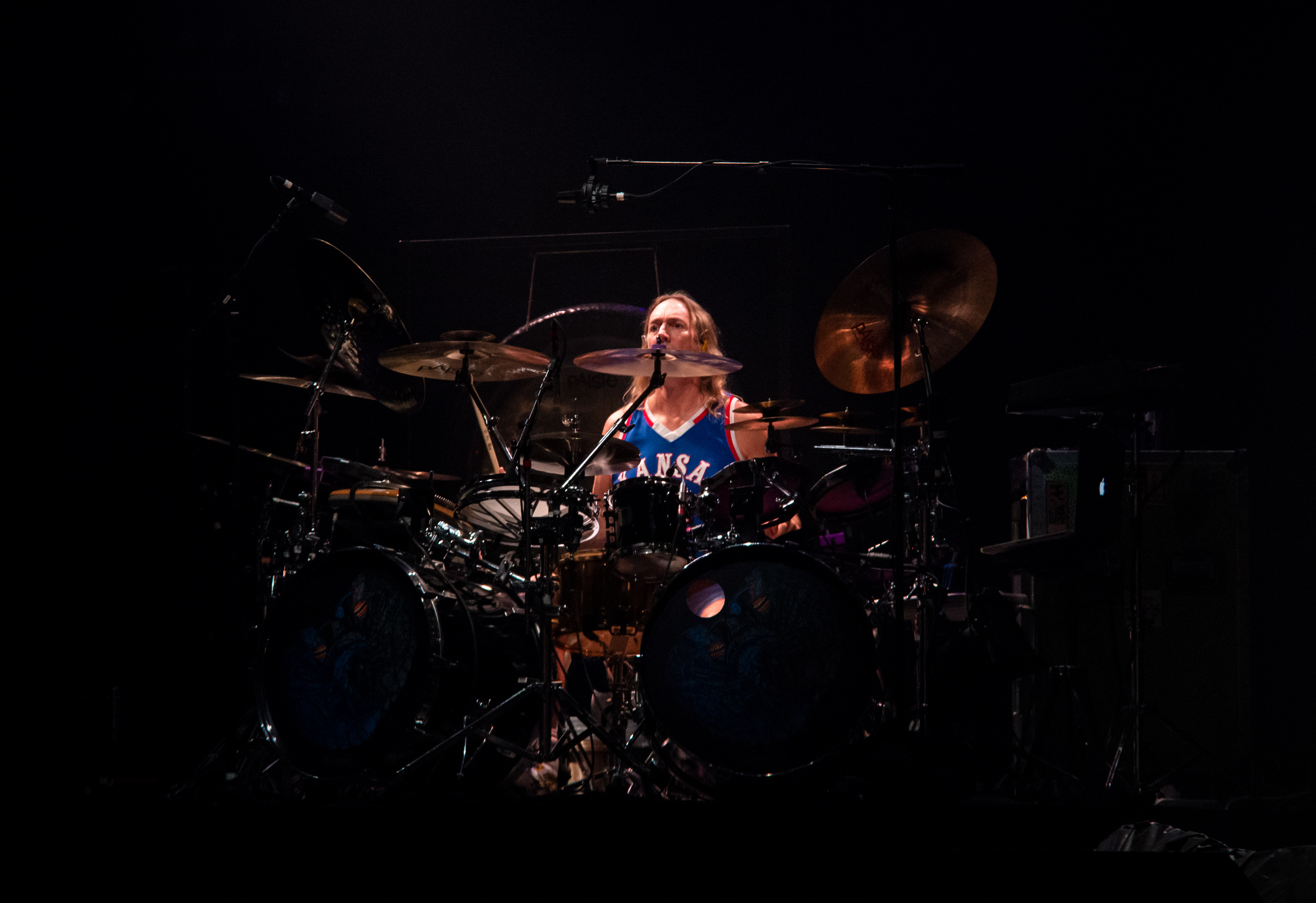
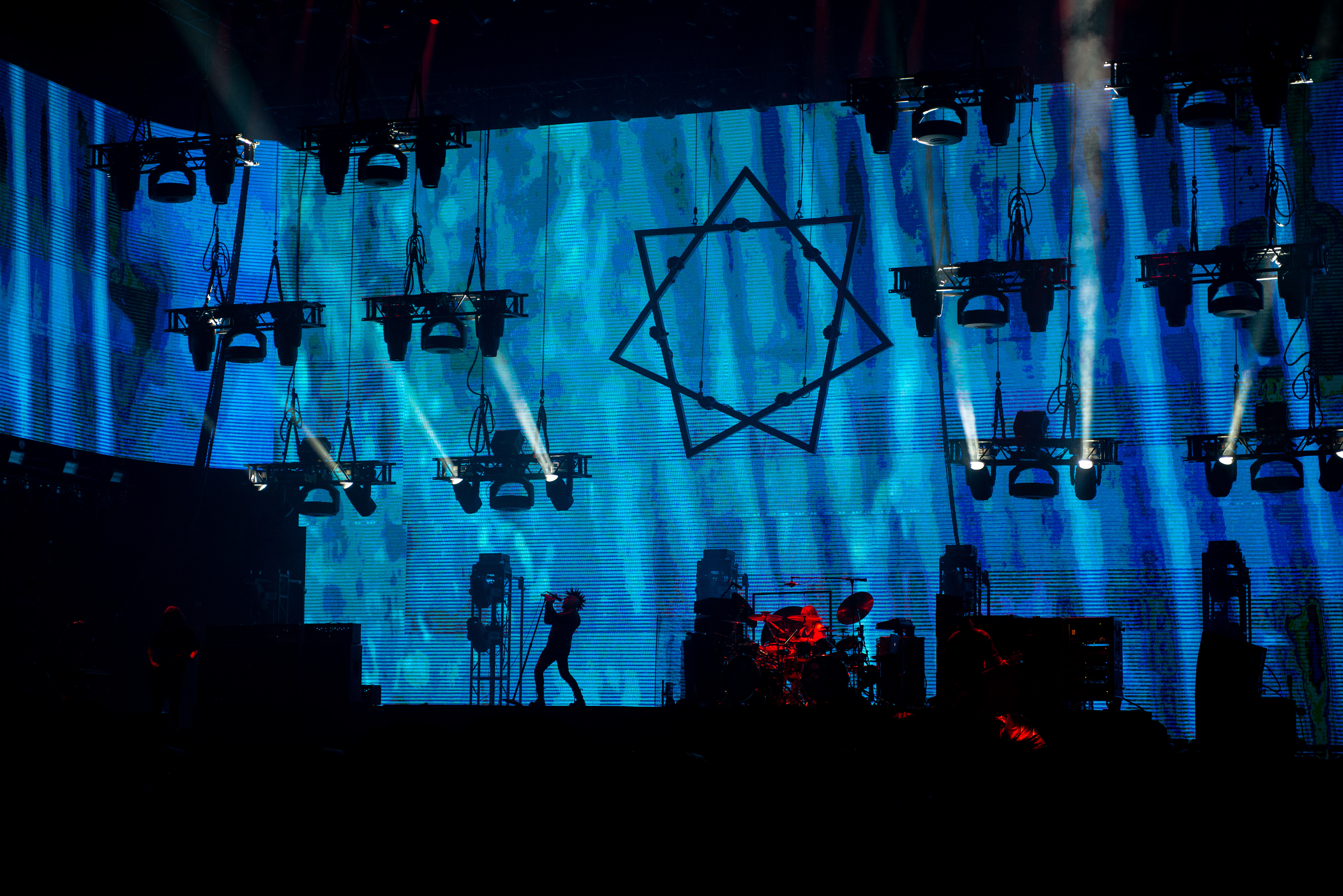

## Визнання

### Рекордні продажі
Попри те, що Fear Inoculum вийшов обмеженим накладом і всі його екземпляри було швидко розкуплено, він продався в кількості 344 285 примірників, ставши найуспішнішим рок-альбомом 2019 року. В рейтингу річних продажів серед усіх жанрів новий запис Tool посів восьме місце, поступившись лише релізам сучасних попвиконавців: Тейлор Свіфт, Біллі Айліш, Jonas Brothers, Гаррі Стайлса, Леді Гаги, BTS і Post Malone. Цифрову версію Fear Inoculum за рік було завантажено 224 тис. разів, що стало третім за успішністю результатом після альбомів Тейлор Свіфт — Lover (386 тис.) та Біллі Айліш — When We All Fall Asleep, Where Do We Go? (281 тис.)

### Нагороди
Fear Inoculum приніс Tool дві номінації на премію «Греммі». Раніше гурт вже отримував нагороду в категорії «Найкраще метал-виконання» — за пісні «Ænema» (1996) та «Schism» (2001), — а також в категорії «Найкраще пакування запису» — за альбом 10,000 Days (2006). Цього разу пісня «7empest» претендувала на звання «Найкраще метал-виконання», а чільну композицію «Fear Inoculum» номінували як «Найкращу рок-пісню».
На 62-й церемонії вручення «Греммі» Tool визнали переможцями в категорії «Найкраще метал-виконання». Їхня пісня обійшла композиції Candlemass і Тоні Айоммі («Astrolus — The Great Octopus»), Death Angel («Humanicide»), I Prevail («Bow Down») і Killswitch Engage («Unleashed»). Нагороду особисто отримали Денні Кері та Джастін Ченселлор. «Я хотів би подякувати всім богам, тому що я не думаю, що зараз найкращий час їх злити» — зауважив зі сцени барабанщик Tool. В номінації «Найкраща рок-пісня» композиція Tool програла пісні американського гітариста Гері Кларка-молодшого «This Land».

### Рейтинги
Низка професійних видань визнала Fear Inoculum одним із найкращих альбомів 2019 року — як у жанрі рок-музики, хеві-металу та хард-року, так і серед усіх музичних записів загалом. Так, в журналі Metal Hammer його назвали «альбомом року». За словами Елеонори Гудман, «перша позиція Fear Inoculum в рейтингу є свідченням фірмового звучання та таємничого культу особистості, які Tool створили протягом багатьох років — ніхто інший не звучить і не поводиться так, як вони». Платівка також очолила список 25 найкращих альбомів 2019 року за версією журналу Revolver. В боротьбі за перше місце рейтингу вона випередила останні роботи Slipknot — We Are Not Your Kind та Gatecreeper — Deserted. За словами Стіва Еплфорда, «Fear Inoculum є свідченням того, що група сягнула за межі свого раннього успіху, ставши чимось важчим та глибшим. Не модний, а вічний». Згідно з результатами опитування, проведеного на сайті Ultimate Guitar, Fear Inoculum так само було визнано найкращим альбомом 2019 року; він обійшов платівки Periphery, Rammstein, Opeth, Alter Bridge та інших рок-гуртів. За словами редактора Девіда Славковіча, цей успіх не став несподіванкою, бо «новий альбом Tool майже нікого не залишив байдужим».
| Видання               | Рейтинг за 2019 рік                                | Місце |
| --------------------- | -------------------------------------------------- | ----- |
| AllMusic              | Найкращі альбоми 2019 року                         | –     |
| BrooklynVegan         | 50 найкращих альбомів 2019 року                    | 8     |
| Consequence           | 50 найкращих альбомів 2019 року                    | 10    |
| Consequence           | 30 найкращих метал- та хард-рок-альбомів 2019 року | 5     |
| Contactmusic.com      | 10 найкращих альбомів 2019 року                    | 6     |
| Exclaim!              | 10 найкращих метал- та хардкор-альбомів 2019 року  | 8     |
| Gigwise               | 51 найкращий альбом 2019 року                      | 8     |
| Good Morning America  | 50 найкращих альбомів 2019 року                    | 3     |
| The Hindu             | 15 найкращих рок-н-рольних альбомів 2019 року      | 2     |
| Impose                | Найкращі альбоми 2019 року                         | –     |
| Kerrang!              | 50 найкращих альбомів 2019 року                    | 2     |
| Louder                | 20 найкращих рок-альбомів 2019 року                | 19    |
| Loudwire              | 50 найкращих метал-альбомів 2019 року              | –     |
| Revolver              | 25 найкращих альбомів 2019 року                    | 1     |
| Sputnikmusic          | 50 найкращих альбомів 2019 року                    | 12    |
| Ultimate Classic Rock | 10 найкращих рок-альбомів 2019 року                | 6     |
| Ultimate Guitar       | 20 найкращих альбомів 2019 року                    | 1     |

Fear Inoculum вважається одним із найкращих музичних альбомів десятиліття. В журналі Classic Rock його поставили на друге місце в списку кращих рок-альбомів 2010-х років, після Rush — Clockwork Angels (2012). «Fear Inoculum був заплутаним записом, який вимагав утриматися від оцінок, доки ви повністю не зануритеся в нього. Можливо, це було довго (до 86 хвилин), але це було — і залишається — гідною інвестицією вашого часу», — прокоментували в редакції видання. В журналі Revolver він посів третє місце серед 25 кращих альбомів декади — після Diamond Eyes (2010) гурту Deftones та L'Enfant Sauvage (2012) гурту Gojira. За словами редактора видання, «з погляду масштабу та зухвалості він може вважатися „тим самим“ альбомом десятиліття».
| Видання               | Рейтинг за 2010-ті роки                      | Місце |
| --------------------- | -------------------------------------------- | ----- |
| BrooklynVegan         | 141 найкращий альбом 2010-х                  | 96    |
| Consequence           | 25 найкращих метал-альбомів 2010-х           | 20    |
| Good Morning America  | 50 помітних альбомів десятиріччя             | 36    |
| Guitar World          | 20 найкращих гітарних альбомів десятиріччя   | 10    |
| Kerrang!              | 75 найкращих альбомів 2010-х                 | 13    |
| Louder                | 50 найкращих рок-альбомів 2010-х             | 2     |
| Loudwire              | 66 найкращих метал-альбомів десятиріччя      | 10    |
| Revolver              | 25 найкращих альбомів 2010-х                 | 3     |
| Ultimate Classic Rock | 50 найкращих альбомів класичного року 2010-х | 24    |